# Salvatore Catalanotte
Salvatore „Sam Sings in the Night“ Catalanotte (* 15. Februar 1894; † 14. Februar 1930) war ein italienisch-amerikanischer Mobster der amerikanischen Cosa Nostra und während der 1920er Jahre das Oberhaupt der Detroit-Crime-Family. Der Spitzname „Sam Sings in the Night“ entstand durch die Übersetzung seines Nachnamens.

## Leben
Salvatore Catalanotte wurde am 15. Februar 1894 in Trapani (Sizilien) geboren. Er emigrierte im Jahr 1905 in die vereinigten Staaten nach Detroit (Michigan), wo er für die Brüder Antonino und Salvatore Gianolla arbeitete. Später wurde er Capo und in der Unterwelt von Detroit für seine Intelligenz und Diplomatie respektiert. Nach der Ermordung von den Bossen Antonino und Salvatore Gianolla im Jahr 1919 wurde er das mächtigste Mitglied dieser Fraktion und galt nach dem etwa ein Jahr später erfolgenden Mord an Giovanni Vitale, welcher den Mord an Salvatore Gianolla geplant haben soll, als neues Oberhaupt der Mafia in Detroit. Er wurde auch Präsident der von der Mafia unterwanderten Unione Siciliana.
Catalanotte bildete eine starke Allianz, welche als Westside Mob Detroits bekannt wurde, und ernannte den Mafioso Angelo Meli zum Anführer einer Fraktion, welche als Eastside Mob bekannt wurde; diese Kombination wurde wiederum als Pascuzzi Combine bekannt, die als Vorläufer der Detroit Partnership gilt.
Unter Catalanotte kontrollierte die Organisation den Schnapsschmuggel, Schwarzhandel, das Glücksspiel, die Prostitution, Drogen und weitere illegale Geschäftsfelder. Catalanotte überlebte mehrere Anschläge auf sein Leben und man nannte ihn teilweise auch „King of Little Sicily in Detroit“.
Salvatore „Sam“ Catalanotte verstarb im Alter von 36 Jahren im Februar des Jahres 1930 an den Folgen einer Lungenentzündung. Als Zeichen des Respekts fand sich eine Großzahl der Unterwelt Detroits zur Totenmesse in der Holy Family Kirche in Detroit ein, gefolgt von einem Geleit von 1200 Autos zum Mount Olivet Friedhof in Detroit, wo er bestattet wurde.